# Amherst (Massachusetts)
Amherst è un comune degli Stati Uniti d'America facente parte della contea di Hampshire nello Stato del Massachusetts.
La città ha dato i natali alla poetessa Emily Dickinson e ospita l'Amherst College e l'Università del Massachusetts.